# Cégep de Saint-Jérôme
Le Cégep de Saint-Jérôme (CSTJ) est un cégep dont le campus principal est situé à Saint-Jérôme, au Québec. Fondé en 1967 comme succursale du Collège Lionel-Groulx de Sainte-Thérèse, il devient indépendant en 1970. Le cégep est logé depuis sa fondation dans le même bâtiment, lequel abritait auparavant l'École normale des Sœurs de Sainte-Anne. Le pensionnat s’ajoute en 1966 qui est, lui aussi, une institution dirigée par les Sœurs de Sainte-Anne. Cependant, avec la réforme de l’éducation découlant du rapport parent, ou « commission royale d’enquête sur l’enseignement dans la province de Québec » de son nom complet, en 1967, le maire de la ville de Saint-Jérôme transforme ces deux bâtiments en un seul et unique cégep. Peu de temps après cette fusion, les premiers étudiants s’inscriront officiellement au Cégep de Saint-Jérôme.
À l'origine divisé en deux ailes, l'aile A et l'aile B, respectivement construites en 1929 et 1963, les ailes C, D, E et K ont été annexées au bâtiment principal.

## Inauguration
Le Cégep de Saint-Jérôme inaugure ses portes en octobre 1970.
Plusieurs célébrations sont prévues pour fêter son ouverture, comme une visite des installations ainsi que des spectacles. C’est le programme de soins infirmiers en 1968 qui deviendra l’une des premières formations professionnelles au nouveau campus collégial de Saint-Jérôme. Il prend donc la relève de l’École des infirmières de l’hôpital à Saint-Jérôme. Ce programme est toujours offert au cégep qui, depuis 50 ans, a formé plus de 3700 infirmières.

## Historique
Au cours des années 1970, plusieurs contestations et revendications étudiantes permettront de créer de nouveaux outils d’apprentissage et de réclamer des améliorations au programme de prêts et de bourses. Le conflit au journal étudiant L’Archange, crise des prêts et bourses, crise des philosophe, occupation du collège par les étudiants et les enseignants sont des exemples de revendications étudiantes qui ont eu lieu à Saint-Jérôme.
En 1994, la Fondation du Cégep de Saint-Jérôme voit le jour avec l’objectif de s’assurer que les étudiants réussissent à obtenir leurs diplômes. Elle contribue à leur réussite à l’aide de bourses et de programmes spéciaux, pour leur donner plus des connaissances et des compétences qui leur permettront de se réaliser tant professionnellement que personnellement. Puis, en 2013, le cégep de Saint-Jérôme introduit, dans l’établissement, le restaurant pédagogique Neurones et papilles, qui est un laboratoire pédagogique où les étudiants du programme Gestion d’un établissement de restauration expérimentent plusieurs activités de leur future profession. Il y a entre autres la gestion du personnel, la gestion des inventaires, la gestion des budgets, la gestion des pertes, la mise en marché, la cuisine et le service.
Il y a 4 nouvelles résidences qui s’ajoutent autour du cégep, en 1980, et un nouveau pavillon, l’aile G, en 1992. Il va aussi permettre de contribuer encore plus au développement socioéconomique de la région. Le cégep existe depuis 50 ans et offre des programmes diversifiés à une communauté d’étudiant grandissante. Il y a en tout 28 programmes de formation préuniversitaire et technique et 14 programmes d'attestation d'études collégiales (AEC).

## Histoire du bâtiment

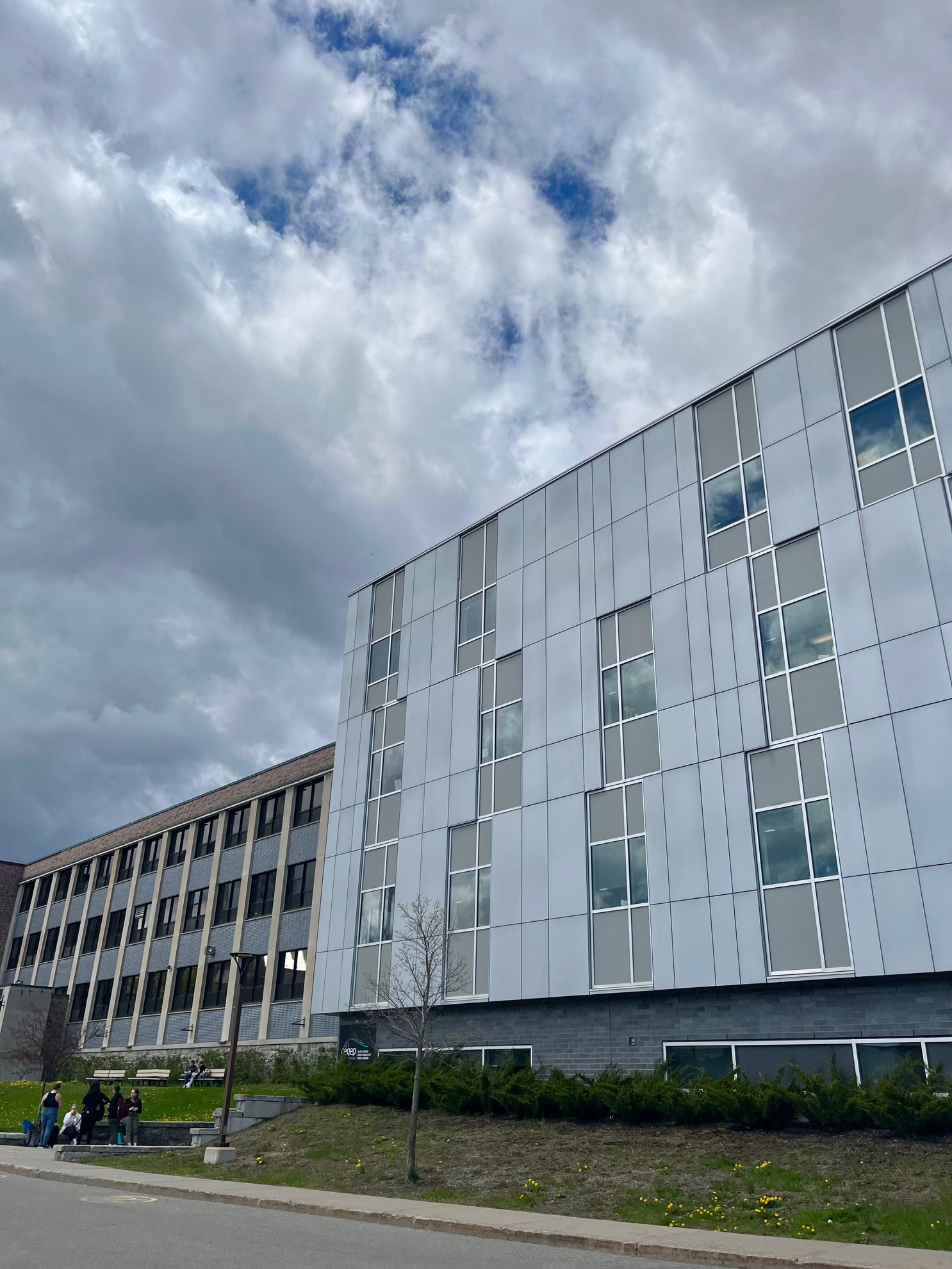
Bâtiment du Cégep de Saint-Jérôme en 2024.

Le bâtiment du Cégep de Saint-Jérôme était avant utilisé pour une autre forme d’éducation. En 1824, une chapelle est construite dans la ville. Cependant, avec l’augmentation du nombre d’habitants à Saint-Jérôme, ville en expansion culturelle et démographique, le seigneur Nicolas-Eustache Lambert Dumont propose la construction d’une nouvelle église plus luxueuse pour remplacer la petite chapelle. Cette construction aura lieu de 1837 à 1839. En 1864, le curé Groux propose aux Sœurs de Sainte-Anne d’utiliser l’ancienne chapelle, maintenant inutilisée, comme bâtiment afin d’offrir une éducation aux filles du village. Peu après, cinq religieuses et leur supérieure, sœur Marie-Agnès, accueillent les premières élèves, le lieu étant aménagé en école et pensionnat (logement ou les étudiantes sont nourries et logées) pour accueillir les jeunes. En 1910 et 1929, le pensionnat et l’école s’agrandissent pour répondre à la demande croissante d’éducation des femmes dans la région.
En 1961, le Rapport Parent, sous le gouvernement de Jean Lesage et la présidence d’Alphonse-Marie Parent, est publié et mène à la création des Cégeps, collèges d’enseignement général et professionnel de leur nom complet. En 1967, l’ancien bâtiment des sœurs de Sainte-Anne est rénové et utilisé comme centre collégial par le Cégep Lionel Groux. Trois ans plus tard, il devient indépendant et devient officiellement le Cégep de Saint-Jérôme. La même année, un bâtiment annexe est construit servant de salle de loisir et de gymnase. On le surnomme « la chienne à Jacques » car il permet plusieurs types d’utilisation (épreuves ministérielles, fêtes, organisme et garderie). Ce bâtiment sera démoli en 2011.
En 1980, les maisons avoisinantes sont transformées en résidences pour accueillir des étudiants habitant des régions éloignées. En 1983, afin de répondre à la forte demande d’éducation collégiale dans les Laurentides, le cégep de Saint-Jérôme ouvre une succursale à Mont-Laurier. En 2008, le collège ouvre son troisième campus dans la ville de Mont-Tremblant. Finalement, après plusieurs rénovations et agrandissements au fil des ans dans le bâtiment principal, en 2018, 12,7 millions de dollars sont donnés au cégep pour subventionner la construction d’un tout nouveau bâtiment qui sera dédié à l’institut du véhicule innovant (dans le but de soutenir les recherches et l’éducation dans le domaine des véhicules électriques et intelligents).

## Vie culturelle
Le Cégep de Saint-Jérôme organise plusieurs activités pour divertir les étudiants. Par exemple, le Festival de théâtre étudiant. Cette rencontre regroupe des jeunes provenant de différents cégeps qui pendant une semaine, vont partager leur passion et leur connaissance en théâtre. Il va aussi accueillir en 1990, l’Expo-science qui présente les jeunes scientifiques issus de différentes écoles.
Le cégep a plusieurs clubs et comités accessibles aux élèves concernant des sujets divers (musique, sport électronique, photo, entrepreneuriat, etc.). La liste de ces organisations socioculturelles peut être retrouvée sur le site web officiel du cégep.

## Centres collégiaux
En plus de son établissement de Saint-Jérôme, le cégep de Saint-Jérôme possède deux autres campus : le Centre collégial de Mont-Laurier (CCML), ouvert en 1983, et le Centre collégial de Mont-Tremblant (CCMT), ouvert en 2008. L'institution rassemble aussi deux centres collégiaux de transfert de technologie : le Centre de développement des composites du Québec (CDCQ) et l'Institut du véhicule innovant (IVI).
Le Cégep de Saint-Jérôme accueille aujourd'hui plus de 7 000 élèves au secteur régulier et à la formation continue.

## Équipes sportives
Au point de vue sportif, ses équipes se nomment les Cheminots. Les sports offerts sont variés : Basketball, Volleyball, Natation, Cross-Country, Hockey, Soccer et Cheerleeding.
Ses équipes sportives électroniques se nomment les Pandas et compétitionnent sur plusieurs jeux d'équipe dont League of Legends, Rocket League ou Overwatch 2.

## Secteur régulier

### Programmes techniques[16],[17],[18]
- Comptabilité et gestion
- Gestion d'un établissement de restauration
- Techniques juridiques
- Éducation à l'enfance
- Éducation spécialisée
- Gestion et intervention en loisir
- Travail social
- Analyses biomédicales
- Inhalothérapie
- Soins infirmiers
- Génie des matériaux composites
- Génie mécanique
- Intégration multimédia
- Informatique
- Physiothérapie
- Gestion hôtelière
- Gestion de commerces
- Soins préhospitaliers d'urgence

### Programmes préuniversitaires[19],[20],[21]
- Sciences de la nature
- Sciences humaines - Individu et société
- Sciences humaines - Mathématiques
- Sciences humaines - Monde et relations internationales
- Sciences humaines - Administration
- Sciences informatiques et mathématiques
- Double DEC - Sciences de la nature et arts visuels
- Double DEC - Sciences humaines (individu et société) et arts visuels
- Double DEC - Sciences humaines (monde et relations internationales) et arts visuels
- Cinéma
- Langues
- Théâtre
- Arts visuels

## Formation continue, Services aux entreprises et International (FCSEI)

### Programmes de la Formation continue[22]
Le Cégep de Saint-Jérôme offre plusieurs programmes de formation continue, dont la majorité mène à une attestation d’études collégiales (AEC) et certains sont offerts dans le cadre d'une reconnaissance des acquis et des compétences (RAC) :  
- Logiciels de CAO et de FAO - Catia (AEC)
- Techniques d’éducation à l’enfance (AEC, AEC par RAC et DEC par RAC)
- Finance et comptabilité informatisée (AEC ou AEC par RAC)
- Gestion de commerces (AEC ou AEC par RAC)
- Assurance de dommages (AEC)
- Matériaux composites (AEC)
- Stimulation du langage en milieu éducatif (AEC de perfectionnement)
- Coordination d'événements
- Courtage immobilier résidentiel (AEC)
- Courtage immobilier commercial
- Retraitement des dispositifs médicaux (AEC)
- Technologie des véhicules électriques (AEC)
- Évaluateur-estimateur en bâtiment (AEC)
- Gestion de production alimentaire (AEC)
- Coordination du travail de bureau (AEC par RAC)
- Techniques de comptabilité et de gestion (DEC par RAC)
- Trouble du spectre de l'autisme (AEC de perfectionnement)
- Techniques d'éducation spécialisée (DEC par RAC)
- Conception et programmation de sites Web (AEC)
- Soins infirmiers pour infirmiers auxiliaires (DEC)
- Techniques de génie mécanique (DEC par RAC)

### Formations des Services aux entreprises[22]
- Approche Jeux d'enfants
- Stimulation du langage en milieu scolaire
- Intervention auprès d'une personne suicidaire
- Fatigue de compassion et stress vicariant
- Bureautique - Suite Microsoft Office
- Bureautique - Adobe Acrobat
- Comptabilité
- Comptabilité informatisée - Sage 50
- Comptabilité informatisée - Acomba
- Intervention efficace auprès des clients difficiles, vulnérables ou agressifs
- Stratégies d'affaires pour petites entreprises
- Attraction et fidélisation des employés
- Interaction interculturelle - Gestion de la diversité
- Préparation à la retraite
- Prévention du harcèlement psychologique au travail
- Savoir-être au travail
- Superviseurs efficaces
- Anglais
- Espagnol
- Francisation en entreprise
- Analyse de sa stratégie Web avec Google Analytics
- Développement de sites Web - Plateforme WordPress
- Publicité performante avec Facebook
- Optimisation de ses campagnes publicitaires avec Google Ads
- Multimédias - Suite Adobe Creative Cloud
- Automatisation
- Tolérances géométriques
- Initiation aux matériaux composites (Centre de développement des compostes du Québec)
- Interventions sécuritaires lors d'un incident impliquant un véhicule électrique (Institut du véhicule innovant)
- Manipulation sécuritaire de batterie haute tension (Institut du véhicule innovant)
- Remorquage et démantèlement sécuritaires de véhicules hybrides et électriques (Institut du véhicule innovant)

### Autres services
La FCSEI du Cégep de Saint-Jérôme fait aussi passer des tests de classement en langues, en informatique et en comptabilité. Elle offre aussi plusieurs ateliers ouverts à tous.